# 竹下内閣 (改造)
竹下改造内閣（たけしたかいぞうないかく）は、竹下登が第74代内閣総理大臣に任命され、1988年（昭和63年）12月27日から1989年（平成元年）6月3日まで続いた日本の内閣。
前の竹下内閣の改造内閣である。

## 内閣の顔ぶれ・人事

### 国務大臣
| 職名                            | 氏名         | 氏名 | 所属                           | 特命事項等                       | 備考                      |
| ------------------------------- | ------------ | ---- | ------------------------------ | -------------------------------- | ------------------------- |
| 内閣総理大臣                    | 竹下登       |      | 衆議院 自由民主党 （竹下派）   |                                  | 自由民主党総裁 留任       |
| 法務大臣                        | 長谷川峻     |      | 衆議院 自由民主党 （安倍派）   |                                  | 1988年12月30日辞任        |
| 法務大臣                        | 高辻正己     |      | 民間 前国家公安委員会委員      |                                  | 1988年12月30日就任 初入閣 |
| 外務大臣                        | 宇野宗佑     |      | 衆議院 自由民主党 （中曽根派） |                                  | 留任                      |
| 大蔵大臣                        | 村山達雄     |      | 衆議院 自由民主党 （宮澤派）   |                                  | 留任                      |
| 文部大臣                        | 西岡武夫     |      | 衆議院 自由民主党 （宮澤派）   | 国立国会図書館連絡調整委員会委員 | 初入閣                    |
| 厚生大臣                        | 小泉純一郎   |      | 衆議院 自由民主党 （安倍派）   | 年金問題担当                     | 初入閣                    |
| 農林水産大臣                    | 羽田孜       |      | 衆議院 自由民主党 （竹下派）   |                                  | 再入閣                    |
| 通商産業大臣                    | 三塚博       |      | 衆議院 自由民主党 （安倍派）   |                                  | 再入閣                    |
| 運輸大臣                        | 佐藤信二     |      | 衆議院 自由民主党 （竹下派）   | 新東京国際空港問題担当           | 初入閣                    |
| 郵政大臣                        | 片岡清一     |      | 衆議院 自由民主党 （中曽根派） |                                  | 初入閣                    |
| 労働大臣                        | 丹羽兵助     |      | 衆議院 自由民主党 （河本派）   |                                  | 再入閣                    |
| 建設大臣                        | 小此木彦三郎 |      | 衆議院 自由民主党 （中曽根派） |                                  | 再入閣 1989年6月2日辞任   |
| 建設大臣                        | 竹下登       |      | 衆議院 自由民主党 （竹下派）   | 臨時代理 内閣総理大臣兼任        | 1989年6月2日就任          |
| 自治大臣 国家公安委員会委員長   | 坂野重信     |      | 参議院 自由民主党 （竹下派）   |                                  | 初入閣                    |
| 内閣官房長官                    | 小渕恵三     |      | 衆議院 自由民主党 （竹下派）   |                                  | 留任                      |
| 総務庁長官                      | 金丸三郎     |      | 参議院 自由民主党 （安倍派）   |                                  | 初入閣                    |
| 北海道開発庁長官 沖縄開発庁長官 | 坂元親男     |      | 参議院 自由民主党 （河本派）   |                                  | 初入閣                    |
| 防衛庁長官                      | 田沢吉郎     |      | 衆議院 自由民主党 （宮澤派）   |                                  | 留任                      |
| 経済企画庁長官                  | 原田憲       |      | 衆議院 自由民主党 （竹下派）   |                                  | 再入閣 1989年1月25日辞任  |
| 経済企画庁長官                  | 愛野興一郎   |      | 衆議院 自由民主党 （竹下派）   |                                  | 初入閣 1989年1月25日就任  |
| 科学技術庁長官                  | 宮崎茂一     |      | 衆議院 自由民主党 （宮澤派）   | 原子力委員会委員長               | 初入閣                    |
| 環境庁長官                      | 青木正久     |      | 衆議院 自由民主党 （中曽根派） |                                  | 初入閣                    |
| 国土庁長官                      | 内海英男     |      | 衆議院 自由民主党 （竹下派）   | 土地対策担当 花と緑の万博担当    | 再入閣                    |

### 内閣官房副長官・内閣法制局長官
| 職名           | 氏名     | 所属                         | 備考 |
| -------------- | -------- | ---------------------------- | ---- |
| 内閣官房副長官 | 小沢一郎 | 衆議院／自由民主党（竹下派） | 留任 |
| 内閣官房副長官 | 石原信雄 | 元自治事務次官               | 留任 |
| 内閣法制局長官 | 味村治   | 元東京高等検察庁検事長       | 留任 |

### 政務次官
前内閣の政務次官が1988年（昭和63年）12月28日に退任し、同日付で新たな政務次官を任命した。
| 職名               | 氏名       | 所属                           | 備考 |
| ------------------ | ---------- | ------------------------------ | ---- |
| 法務政務次官       | 添田増太郎 | 参議院／自由民主党             |      |
| 外務政務次官       | 牧野隆守   | 衆議院／自由民主党（中曽根派） |      |
| 大蔵政務次官       | 太田誠一   | 衆議院／自由民主党（中曽根派） |      |
| 大蔵政務次官       | 吉村真事   | 参議院／自由民主党             |      |
| 文部政務次官       | 麻生太郎   | 衆議院／自由民主党（宮澤派）   |      |
| 厚生政務次官       | 粟山明     | 衆議院／自由民主党（宮澤派）   |      |
| 農林水産政務次官   | 笹山登生   | 衆議院／自由民主党（宮澤派）   |      |
| 農林水産政務次官   | 水谷力     | 参議院／自由民主党             |      |
| 通商産業政務次官   | 奥田幹生   | 衆議院／自由民主党（宮澤派）   |      |
| 通商産業政務次官   | 出口広光   | 参議院／自由民主党             |      |
| 運輸政務次官       | 亀井善之   | 衆議院／自由民主党（中曽根派） |      |
| 郵政政務次官       | 谷垣禎一   | 衆議院／自由民主党（宮澤派）   |      |
| 労働政務次官       | 宮島滉     | 参議院／自由民主党             |      |
| 建設政務次官       | 野中広務   | 衆議院／自由民主党（竹下派）   |      |
| 自治政務次官       | 松田九郎   | 衆議院／自由民主党（河本派）   |      |
| 総務政務次官       | 加藤卓二   | 衆議院／自由民主党（安倍派）   |      |
| 北海道開発政務次官 | 工藤万砂美 | 参議院／自由民主党             |      |
| 防衛政務次官       | 榎本和平   | 衆議院／自由民主党（竹下派）   |      |
| 経済企画政務次官   | 今枝敬雄   | 衆議院／自由民主党（竹下派）   |      |
| 科学技術政務次官   | 吉川芳男   | 衆議院／自由民主党（二階堂G）  |      |
| 環境政務次官       | 石井一二   | 参議院／自由民主党（河本派）   |      |
| 沖縄開発政務次官   | 寺内弘子   | 衆議院／自由民主党（中曽根派） |      |
| 国土政務次官       | 桜井新     | 衆議院／自由民主党（安倍派）   |      |

## 勢力早見表
- 内閣発足当初（前内閣の事務引継は除く）。
- 太字は自民党総裁並びにいわゆる自民党三役。
- 内閣官房副長官（政務）は政務次官に含む。

| 名称     | 勢力 | 国務大臣 | 政務次官 | その他                   |
| -------- | ---- | -------- | -------- | ------------------------ |
| 竹下派   |      | 7        |          | 総裁、国会対策委員長     |
| 宮澤派   |      | 4        |          | 参議院議長、総務会長     |
| 安倍派   |      | 4        |          | 幹事長、参議院議員会長   |
| 中曽根派 |      | 4        |          | 衆議院議長、政務調査会長 |
| 河本派   |      | 2        |          |                          |
| 二階堂G  |      | 0        |          |                          |
| 無派閥   |      | 0        |          |                          |
|          |      | 21       | 24       |                          |

## 内閣の動き
1988年（昭和63年）12月24日、消費税導入を柱とする税制改革法案が成立した。また、リクルート事件の影響により、前の竹下内閣の閣僚が責任を追及される場面も増えていた。そこで、人心一新を図って内閣改造を行い、発足した新内閣が竹下改造内閣である。しかし、わずかひと月の間に、長谷川峻法務大臣、副総理格の原田憲経済企画庁長官がリクルートから政治献金を受けていたことが発覚、更迭された。
また、翌1989年（昭和64年）1月7日には昭和天皇の崩御に伴い、皇太子明仁親王が践祚（皇位継承）した。これにより、元号法（第1次大平内閣下の1979年（昭和54年）に成立）に基づき、翌1月8日に改元されて「平成元年」となったため、昭和・平成の両時代をまたぐ内閣となった。
結果的には前述の消費税導入やリクルート事件への世論の反発で、1989年3月には日本経済新聞の調査では内閣支持率13％にまで落ち込み、末期には内閣支持率が5％前後と歴史的な低支持率を記録。当時共同通信政治部で竹下番を務めていた後藤謙次によると平成元年・3月に行われた世論調査では内閣支持率3．9％を記録し、内閣官房長官の小渕恵三が「これじゃあ消費税率と同じになっちまう」と思わず口走り、竹下は退陣を決意した。1989年6月、ついに竹下は退陣に追い込まれ宇野内閣へと引き継がれた。
この竹下改造内閣の在任期間中のトピックスとしては、
1. 昭和天皇の大喪の礼：1989年（平成元年）2月24日
2. 消費税の導入：1989年（平成元年）4月1日

が挙げられる。